# Israel López
Israel López Hernández (29 de setembro de 1974) é um ex-futebolista profissional mexicano que atuava como meia.

## Carreira
Israel López representou a Seleção Mexicana de Futebol nas Olimpíadas de 2004.